# SOR CN 9,5
SOR CN 9,5 je model českého částečně nízkopodlažního meziměstského linkového autobusu, který od roku 2007 do roku 2022 vyráběla společnost SOR Libchavy.

## Konstrukce
Autobus CN 9,5 je odvozen od městského modelu BN 9,5. Je to dvounápravový vůz s polosamonosnou karoserií. Zadní náprava je hnací, motor a mechanická převodovka se nacházejí v zadní části vozu pod podlahou. Karoserie je zvnějšku oplechovaná, v interiéru je obložená plastovými deskami. Autobus CN 9,5 je v přední části vozu (ke druhým dveřím včetně) nízkopodlažní, zadní část je přístupná po schůdkách. V pravé bočnici vozu se nacházejí dvoje výklopné dveře (přední jednokřídlé, střední dvoukřídlé).

## Výroba a provoz
SOR CN 9,5 byl po typu CN 12 druhým modelem meziměstského částečně nízkopodlažního autobusu z produkce východočeské společnosti SOR. Výroba autobusu začala v roce 2007 a postupně měla nahrazovat klasické vysokopodlažní vozy SOR C 9,5. Prvním dopravcem, který provozoval vozy SOR CN 9,5, byla firma ČSAD autobusy Plzeň. Jezdily také třeba u ZDS Psota, Transdev Morava a mnoha dalších. Celkem 14 vozů bylo v roce 2011 dodáno do Tórshavnu na Faerských ostrovech, kde jezdily na linkách městské i regionální dopravy.

## Historické vozy
- Československý dopravák (vůz SPZ 6SH 4773, ex HZ Bussar (Tórshavn), r. v. 2011)[2][3]

## Galerie

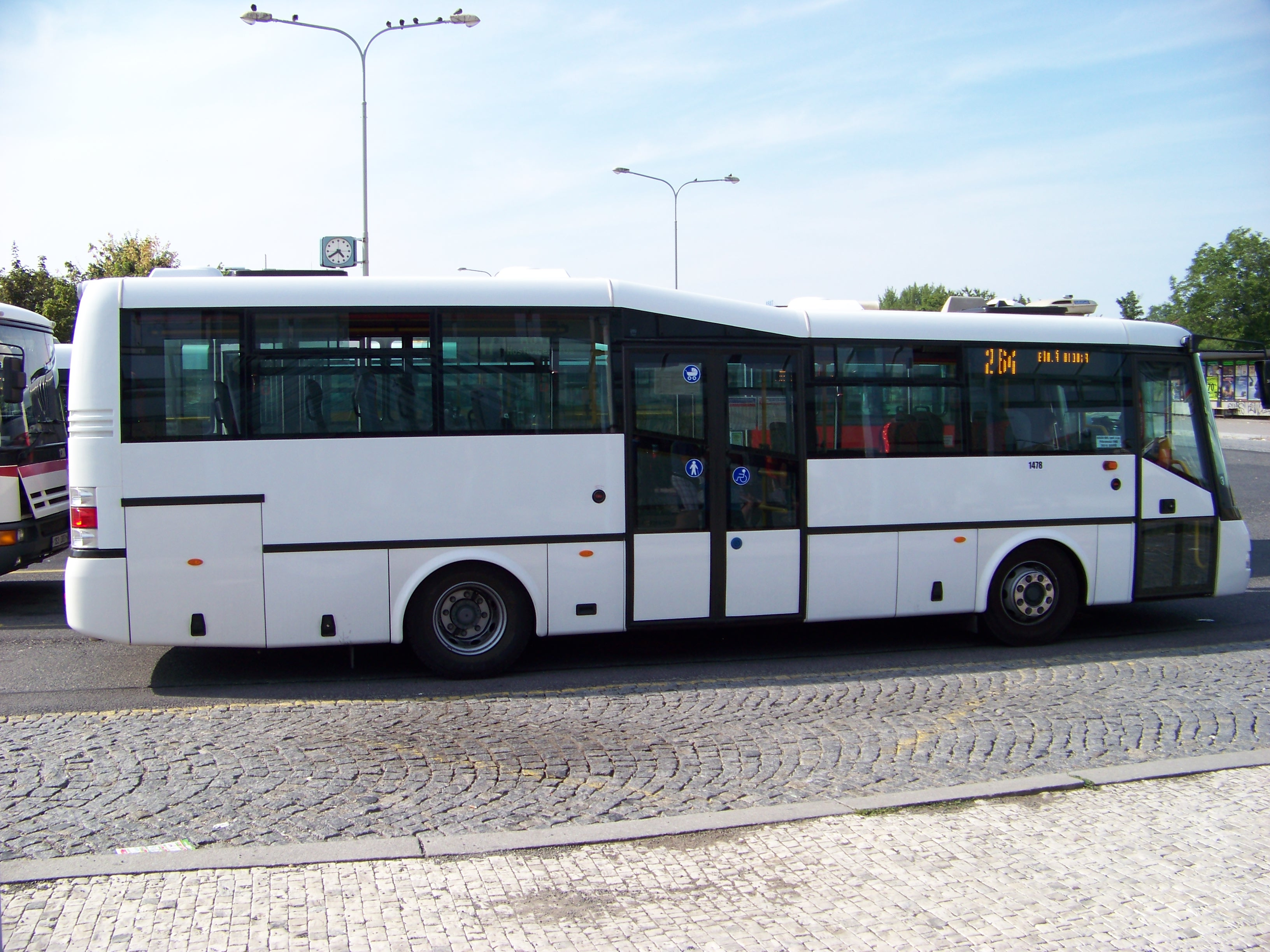
SOR CN 9,5 dopravce Bosák Bus v Praze
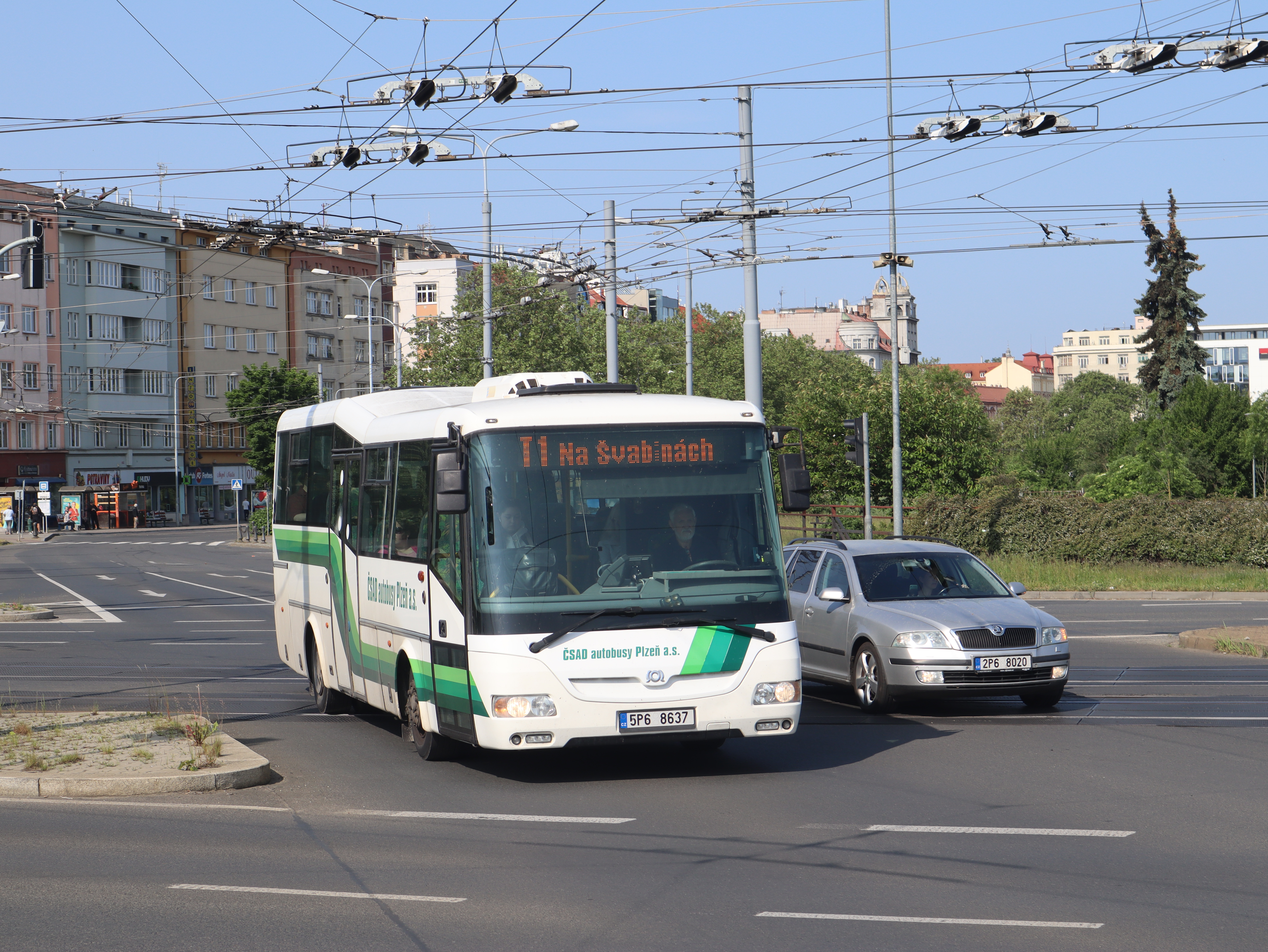
SOR CN 9,5 v Plzni
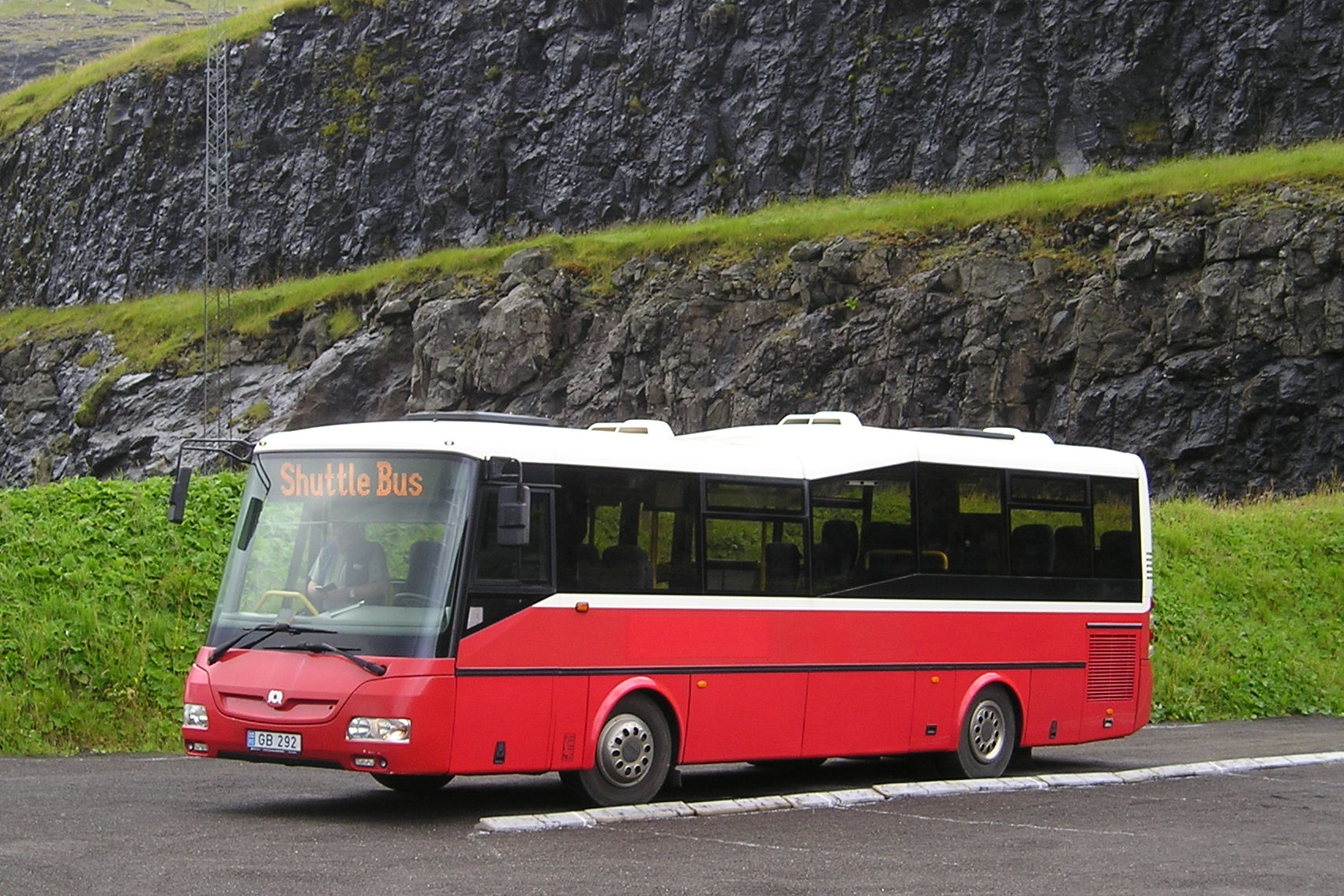
SOR CN 9,5 na ostrově Eysturoy (Faerské ostrovy)
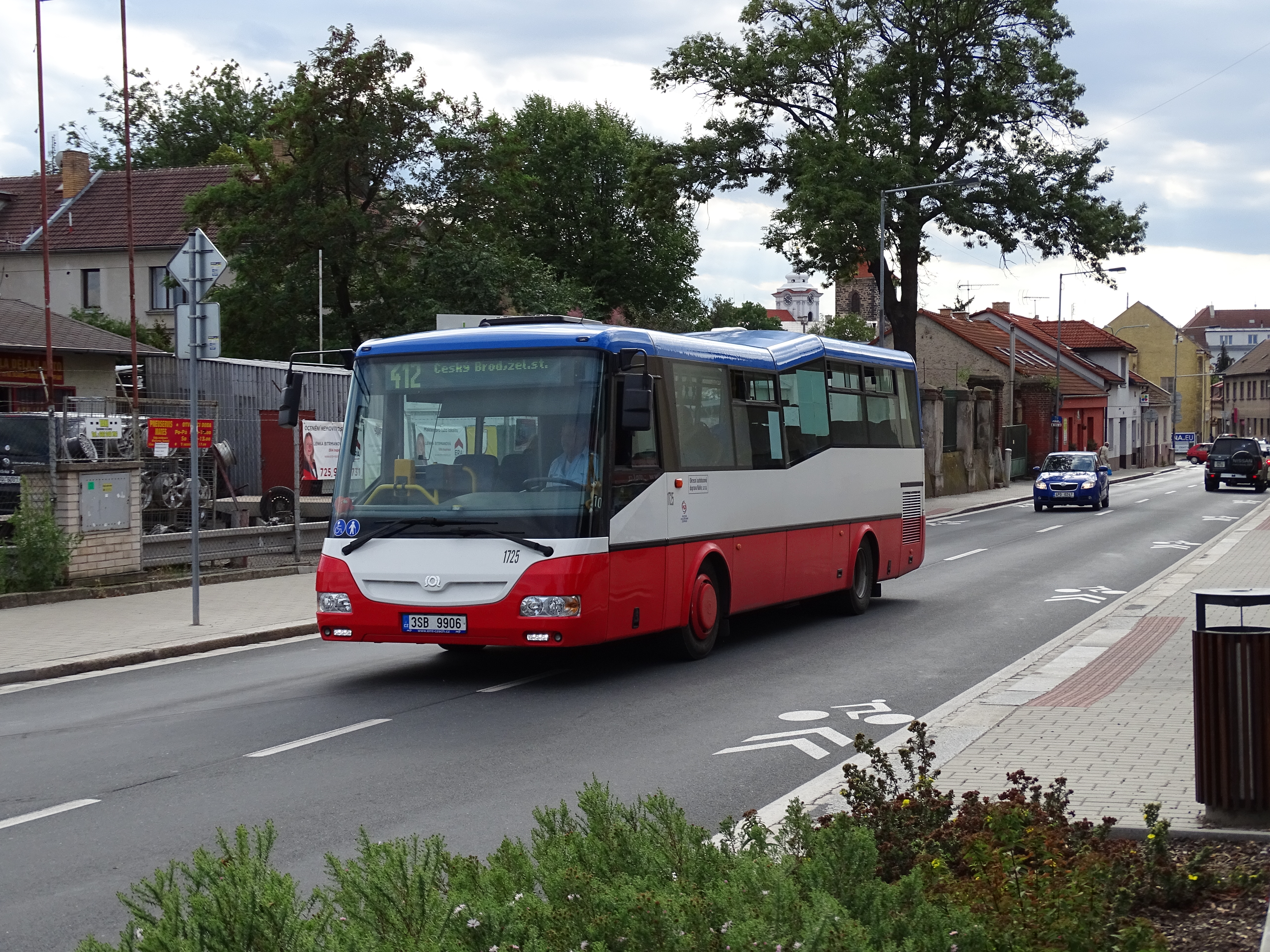
SOR CN 9,5 v Českém Brodě
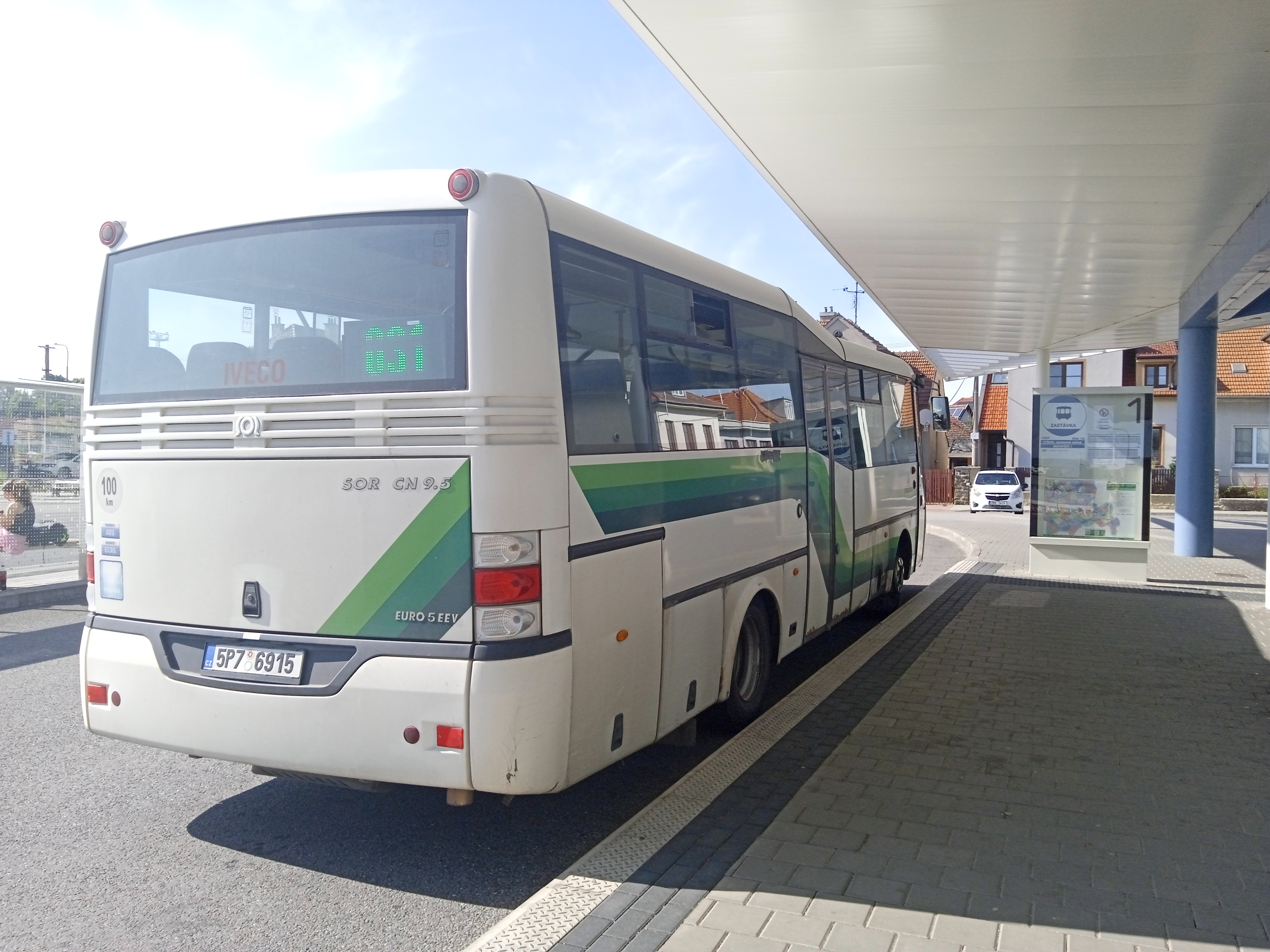
SOR CN 9,5 ve Vyškově